# Episodi de La Compagnia del Cigno (prima stagione)
La prima stagione della serie televisiva La Compagnia del Cigno, formata da 12 episodi, è stata trasmessa in prima visione assoluta su Rai 1 dal 7 gennaio al 4 febbraio 2019.
| Nº | Titolo                  | Prima TV        |
| -- | ----------------------- | --------------- |
| 1  | L'arrivo di Matteo      | 7 gennaio 2019  |
| 2  | Nascita della compagnia | 7 gennaio 2019  |
| 3  | Il primo concerto       | 8 gennaio 2019  |
| 4  | La scelta di Barbara    | 8 gennaio 2019  |
| 5  | L'orgoglio di Sara      | 14 gennaio 2019 |
| 6  | Un'altra possibilità    | 14 gennaio 2019 |
| 7  | Insieme                 | 21 gennaio 2019 |
| 8  | La notte di Matteo      | 21 gennaio 2019 |
| 9  | Scoperte                | 28 gennaio 2019 |
| 10 | Rinascere               | 28 gennaio 2019 |
| 11 | Un padre                | 4 febbraio 2019 |
| 12 | Il nostro futuro        | 4 febbraio 2019 |

## L'arrivo di Matteo
- Diretto da: Ivan Cotroneo
- Scritto da: Ivan Cotroneo & Monica Rametta

### Trama
Matteo è un adolescente di Amatrice che è stato selezionato per studiare nel prestigioso Conservatorio Giuseppe Verdi di Milano. A candidarlo è stata la preside della scuola, convinta che il suo immenso talento di violinista vada valorizzato da professionisti di alto livello. Matteo giunge a Milano, dove alloggerà dallo zio Daniele, portandosi dentro le cicatrici del terremoto del Centro Italia che gli ha portato via la madre Valeria. Un trauma che il ragazzo non è riuscito a superare, come dimostrano le conversazioni immaginarie che intrattiene con Valeria. Matteo è ospite dello zio Daniele, uno sbadato omosessuale che vive di rapporti occasionali e dovrà abituarsi ad avere un adolescente in casa. L'orchestra del Conservatorio è diretta dal severo professor Luca Marioni, un ex allievo che tartassa i ragazzi per capire chi può avere una carriera fuori dall'istituto. I suoi metodi sono però finiti nel mirino della preside, allarmata dal recente caso di Giacomo, uno studente che l'anno precedente ha avuto un esaurimento nervoso il giorno del saggio finale. Anche Gabriella Bramaschi, l'insegnante di pianoforte, cerca di ammorbidire Marioni ricordandogli che hanno studiato insieme e sono riusciti a sopravvivere grazie al loro spirito di gruppo.
Arrivato al Conservatorio, Matteo è subito affidato all'insegnante di violino Guido Sestrieri. La lezione però dura poco perché Marioni, ascoltato il giovane suonare, lo vuole subito nella sua orchestra, che sta lavorando sulla Terza sinfonia di Brahms. Marioni saggia la preparazione di Matteo, trovandolo troppo impostato e chiedendogli di suonare con il cuore. Matteo conosce altri ragazzi che frequentano il Conservatorio e l'orchestra di Marioni: Domenico, leader carismatico del gruppo, che lo prende sotto la sua ala protettrice; Barbara, spinta dalla madre a frequentare in parallelo al Conservatorio anche il liceo classico perché eccelle in tutto; Roberto, detto Robbo, che assieme alla sorellina Chiara assistono alle continue liti tra i loro genitori; Rosario, la cui madre si trova in clinica per disintossicarsi dalla droga; Sofia, insicura per i problemi di peso che le hanno causato bullismo; infine Sara, ragazza ipovedente che Marioni ha voluto nell'orchestra perché porta allegria.
Matteo confida a zio Daniele di essersi innamorato di Barbara, la prima ragazza che ha visto quando è arrivato in Conservatorio. Robbo e Chiara vedono dall'autobus loro madre baciarsi con un altro uomo. Sofia, costretta dal fratello a uscire di casa perché lui doveva intrattenersi con la fidanzata magrissima, decide di lasciarsi alle spalle le sue fisse sul peso. Marioni guarda il video mandato dalla preside di Matteo ad Amatrice in cui racconta che il ragazzo è traumatizzato al punto di avere improvvisi attacchi d'ira. Nel frattempo, in città arriva Irene Valeri, la moglie di Marioni.
- Canzoni eseguite: True Colors (Sofia).
- Ascolti: telespettatori 5 840 000 – share 24%.[2]

## Nascita della compagnia
- Diretto da: Ivan Cotroneo
- Scritto da: Ivan Cotroneo & Monica Rametta

### Trama
Marioni ha deciso che Domenico, Sofia, Robbo, Barbara, Rosario e Sara dovranno aiutare Matteo a mettersi in pari con il resto dell'orchestra, altrimenti saranno esclusi assieme a lui. Domenico crea una chat con tutti i ragazzi, ma mettersi d'accordo per trovarsi sarà un'impresa ardua. In crisi per i problemi coniugali in atto tra i suoi genitori, Robbo vomita in classe davanti a tutti quando è chiamato a un'interrogazione. Sara chiede aiuto a Matteo per scaricare il suo assillante fidanzato Gigi, detto appunto Gigi Lamento. In una lezione individuale Marioni ribadisce a Matteo che lo vuole più sciolto, sbraitando che il suo compito è far mollare chi è senza talento. Rosario porta Matteo in una stanza dove c'è una batteria, insegnandoli a urlare per sfogare la tensione accumulata nel Conservatorio.
Robbo distrae Chiara dai problemi familiari creando un mondo immaginario a cui possono accedere nascondendosi sotto le coperte. Barbara fatica a nascondere un'infatuazione per Domenico che Bramaschi vorrebbe esprimesse nella musica. Anche Matteo continua a sentirsi attratto da Barbara, non riuscendo a levarsi dalla testa il momento del loro primo incontro. Matteo e gli altri ragazzi si vedono per la prima volta sul tetto della casa di Sofia, ma anziché esercitarsi si confidano le rispettive paure e rafforzano la loro amicizia. A lezione però Marioni si accorge che non si sono esercitati, rammentando la minaccia di cacciarli tutti. Mentre Matteo propone di chiamare il gruppo Compagnia del Cigno, Marioni è in macchina fuori da un locale intento a osservare un uomo che immagina di uccidere con le proprie mani.
- Canzoni eseguite: Creep (Matteo).
- Ascolti: telespettatori 5 840 000 – share 24%.[2]

## Il primo concerto
- Diretto da: Ivan Cotroneo
- Scritto da: Ivan Cotroneo & Monica Rametta

### Trama
Il Conservatorio ospiterà un concerto del celebre direttore d'orchestra Ruggero Fiore che dirigerà gli allievi ne L'incompiuta. Marioni ha assegnato le esibizioni soliste a Domenico e Barbara in coppia al pianoforte e a Sara e Matteo al violino. Matteo è avvertito da Nathan, primo violino dell'orchestra invidioso delle crescenti attenzioni di Marioni verso il nuovo arrivato, che il maestro presto si stancherà di lui e lo manderà via. Mentre sta facendo jogging, Marioni rivive il momento in cui sua figlia venne investita in bicicletta dall'auto guidata da Marco, la stessa persona di cui è ossessionato e che ha bramato di uccidere. Come se non bastasse, Giacomo fa la sua comparsa fuori dal Conservatorio, in evidente stato confusionale e con un coltello in tasca. Marioni tenta di parlare con Giacomo, il quale dopo il crollo nervoso si è volontariamente bruciato le mani sulla piastra della cucina. Il padre di Giacomo, che ovviamente incolpa Marioni della condizione in cui versa suo figlio, lo minaccia di non avvicinarsi più al ragazzo.
Marioni ordina all'orchestra di concentrarsi esclusivamente sul concerto con Fiore. Il richiamo vale in modo particolare per Barbara, a cui il maestro vieta categoricamente di pensare alle incombenze del liceo classico. Le insicurezze della ragazza sono dissipate dalla madre che prende in mano la situazione e la convince a darsi malata al liceo. Tuttavia, Barbara cede alla tentazione di studiare per il classico e Marioni, accortosene durante le prove, la esclude dal concerto. Gigi tenta di riavvicinarsi a Sara, ma la ragazza non vuole più saperne di lui. L'ennesimo litigio tra i genitori spinge Chiara a chiedere a Robbo di fuggire nella loro terra immaginaria.
- Guest star: Michele Bravi (Giacomo).
- Canzoni eseguite: Could It Be Magic (Robbo).
- Ascolti: telespettatori 5 383 000 – share 22%.[3]

## La scelta di Barbara
- Diretto da: Ivan Cotroneo
- Scritto da: Ivan Cotroneo & Monica Rametta

### Trama
Il padre di Giacomo ha fatto emettere una misura restrittiva nei confronti di Marioni per tenerlo lontano dal figlio. Robbo ha fatto venire di nascosto Chiara ad assistere alle prove, ma Marioni la scopre e minaccia di cacciarlo dall'orchestra se uscirà dal teatro per riportarla a casa. Sara, non impegnata con le prove dell'orchestra, si offre di accompagnarla al posto di Robbo. Tra le due ragazze nasce un'intesa, con Sara che insegna alla bambina come non sia necessario rifugiarsi in mondi della fantasia perché anche nella realtà si possono trovare piccoli angoli di pace. Barbara non vuole far sapere alla madre che è fuori dall'orchestra, quindi trascorre le giornate a zonzo per Milano. Nel suo girovagare vede Domenico al parco con la fidanzata e, in piena crisi sentimentale, abbandona la chat di gruppo. Matteo si sta esercitando da solo con Marioni e, in un momento di rabbia per le continue rimostranze del maestro, dice che non riuscirà a fargli fare la fine di Giacomo. Arrabbiato perché ha nominato Giacomo, Marioni pone fine bruscamente alla lezione. Irene, che ha assistito alla scena, punge Marioni sul fatto che dal suo comportamento si capisce come si stia affezionando a Matteo.
Uscita dal fruttivendolo, Barbara si imbatte nel suo professore del liceo classico che le fa saltare la copertura della malattia. Matteo ha pensato di fare una sorpresa a Barbara portando a casa sua l'intera Compagnia del Cigno. Questo però la mette ulteriormente in difficoltà, poiché non sa più come uscire dal mare di bugie in cui sta annaspando. Zio Daniele cerca una terapista per Matteo, ma il nipote non se la sente ancora di affrontare le sue ferite interiori. Marioni assume una finta identità di donna (Claudia) su una chat per incontrare Marco. Matteo conosce Lorenzo, il nuovo fidanzato di zio Daniele, trovandolo una persona antipatica. Al concerto Barbara decide di essere sincera con sua madre, ammettendo di non riuscire a gestire il doppio impegno Conservatorio-liceo classico e che non le ha mai detto nulla per paura di deluderla. Il concerto e le esibizioni soliste vanno molto bene, con Marioni soddisfatto per come si sono comportati i suoi ragazzi. Chi è deluso è invece il maestro Ruggero Fiore, "tradito" dagli allievi che si sono rifiutati di seguirlo in un infantile urlo liberatorio al termine del concerto.
Rosario viene informato che sua madre ha espresso il desiderio di incontrarlo. Irene scopre il computer acceso di Marioni e la chat con Marco, invitandolo a lasciar perdere una faccenda che rischia di diventare pericolosa. Marioni però, letta la risposta di Marco a "Claudia" in cui accetta di incontrarla, decide di andare avanti. Marioni rivive nuovamente la scena dell'incidente di sua figlia Serena, ma stavolta la ragazza è viva.
- Guest star: Marco Bocci (Ruggero Fiore).
- Canzoni eseguite: Il diario degli errori (Barbara).
- Ascolti: telespettatori 5 383 000 – share 22%.[3]

## L'orgoglio di Sara
- Diretto da: Ivan Cotroneo
- Scritto da: Ivan Cotroneo & Monica Rametta

### Trama
Irene non approva la morbosità di Marioni verso Marco, preferendo riversare il proprio dolore nel lavoro. Barbara ha lasciato il liceo classico e inizia a frequentare la scuola del Conservatorio. L'insegnante di italiano, constatando che Barbara è più avanti rispetto agli altri, decide di raddoppiare i compiti al resto della classe. Sara vuole suonare nell'orchestra e vince le resistenze di Marioni, anche se dovrà imparare a memoria lo spartito. Rosario non ha il coraggio di vedere sua madre e, fingendo di dover lavorare di più con Marioni, fa rinviare l'incontro. Il padre di Robbo comunica che andrà via di casa per una pausa di riflessione.
Diversi allievi dell'orchestra si lamentano con Marioni che Sara sta rallentando i lavori. Al gruppo dei ribelli, guidato da Nathan, si unisce Rosario che è di pessimo umore e si sta allontanando dagli amici. Matteo invita la Compagnia del Cigno a cena a casa sua per mangiare la carbonara di zio Daniele, il quale in cambio vuole che veda una terapista. La fazione dei ribelli non si presenta alle prove e Marioni, che non vuole escludere Sara, minaccia Nathan di cacciare via lui e tutti gli altri se non faranno rientrare la protesta. Domenico lascia la fidanzata Gloria perché non è sicuro dei propri sentimenti. Zio Daniele scopre che l'avvenente vicino di casa, del quale si è infatuato nonostante sembrasse fidanzato, è gay e Olga, la ragazza con cui convive, è una donna trans. Matteo si avvicina a Barbara, ma mente a proposito della madre, dicendo che è ancora viva. Rosario ha deciso che vuole vedere la madre.
Marioni segue Marco in macchina, rivivendo il giorno in cui Serena è morta a causa del trauma rimediato nell'incidente. È intenzionato a tamponarlo, ma sterza all'ultimo momento e va a sbattere contro il muro.
- Canzoni eseguite: La musica è finita (Matteo & Sofia).
- Ascolti: telespettatori 5 584 000 – share 24,5%.[4]

## Un'altra possibilità
- Diretto da: Ivan Cotroneo
- Scritto da: Ivan Cotroneo & Monica Rametta

### Trama
Marioni è in convalescenza dopo l'incidente e le sue lezioni sono sospese. Sara non accetta le scuse di Rosario per aver preso le parti di Nathan e si allontana dalla Compagnia del Cigno. Matteo vede Domenico e Barbara suonare insieme al pianoforte e, preso dalla gelosia, finge con Domenico di aver baciato la ragazza, senza sapere che nel frattempo l'amico si è lasciato con Gloria. Rosario incontra la madre e scopre che, ormai ripulita, sta progettando di trasferirsi a Firenze per ricostruire una vita insieme a lui. Uscito di casa alterato dopo aver discusso con Matteo, zio Daniele incontra il vicino di casa (che si chiama come lui) e lo bacia.
Marioni torna al Conservatorio. Sara chiede al maestro di lasciar perdere con l'orchestra, ma Marioni vuole che vada fino in fondo in una situazione che è stata lei a creare. Barbara è infastidita per un messaggio di Domenico sulla chat di gruppo in cui alludeva alle sue frequentazioni con Matteo. Quando scopre da Barbara che in realtà tra loro due non c'è stato niente, Domenico se la prende con Matteo per avergli mentito. Intanto, l'orchestra non fa progressi e Marioni ordina una pausa. Nathan apostrofa Sara per i disagi che sta creando e Robbo reagisce, scatenando una rissa in cui subentra Rosario che tira un pugno a Nathan. Marioni non interviene, lasciando che i ragazzi risolvano la questione tra di loro. Rosario spiega agli amici di aver agito in questo modo perché non ha nulla da perdere, dovendosi trasferire a Firenze. Marioni mette in guardia Sara che la vita fuori dal Conservatorio sarà ancora più dura per lei, spronandola così a dare il massimo. Matteo trova Giacomo all'uscita del Conservatorio che lo invita a stare attento.
Chiara ha un attacco di asma e Robbo chiama il padre, rinfacciando alla madre di essere troppo impegnata per pensare a loro. Irene ha capito che quello di Marioni non è stato un incidente, rivelandogli che anche lei aveva pensato al suicidio sei mesi prima sul lago di Como. La preside approva la richiesta di Marioni di organizzare un concerto in cui per la prima volta la sala è completamente al buio e il maestro non dirige. Durante l'esibizione Marioni ricorda che il medico, uscito dalla sala operatoria, aveva comunicato a lui e a Irene che Serena aveva avuto un piccolo versamento perfettamente operato. Dopo il concerto, Sofia conversa con zio Daniele facendo riferimento a Valeria che non è potuta salire per il concerto. Domenico non vuole più parlare con Matteo, ma non riesce nemmeno a riavvicinarsi a Barbara. Rosario comunica ai genitori adottivi che non vuole andare a Firenze. Zio Daniele cerca di chiarire con Matteo il suo mentire riguardo alla madre, scatenando la reazione rabbiosa del nipote che gli tira un pugno ed esce di casa.
- Guest star: Michele Bravi (Giacomo).
- Canzoni eseguite: How Can You Mend a Broken Heart (Domenico), Wrecking Ball (Sara), Senza fine (Marioni).
- Ascolti: telespettatori 5 584 000 – share 24,5%[4].

## Insieme
- Diretto da: Ivan Cotroneo
- Scritto da: Ivan Cotroneo & Monica Rametta

### Trama
Zio Daniele va a parlare con Marioni della situazione di Matteo, chiedendo al maestro che il nipote possa assentarsi dalle sue lezioni due pomeriggi a settimana. Come scusa zio Daniele inizialmente utilizza le ripetizioni di italiano, ma di fronte al diniego di Marioni è costretto a rivelargli che la vera ragione è la terapia di sostegno psicologico, aggravata dagli episodi in cui parla con Valeria e dal fingere con gli amici che la madre sia ancora viva. Da parecchio tempo Scheggia, il fratello di Sofia, ha un livido sulla gamba che non guarisce e sua madre, solitamente molto apprensiva, decide di portarlo dal medico e sottoporlo a una biopsia. I ragazzi della Compagnia del Cigno notano il gelo sceso tra Matteo, Barbara e Domenico che non si rivolgono più la parola.
L'orchestra deve preparare il saggio di fine anno. Marioni assegna i duetti a Matteo e Sofia con il violino, i quali dovranno cimentarsi nel brano di un ex allievo, e a Domenico e Barbara al pianoforte. Dopo la seduta dalla terapista, in cui ha raccontato che i soccorsi ad Amatrice sono arrivati in ritardo, Matteo incontra Irene nella sala d'aspetto. Rosario parla con sua madre Antonia, comunicandole di voler restare a Milano perché ormai la sua vita è lì e non se la sente di ricominciare da un'altra parte. Costretto a esercitarsi con Barbara, Domenico suona male e viene ripreso da Marioni. Zio Daniele ha deciso di dedicarsi alla poligamia e vivere una doppia relazione con Lorenzo e il vicino di casa. Marioni rivela a Matteo che la composizione su cui lui e Sofia si stanno esercitando è di Giacomo, alludendo ai troppi fantasmi che lo hanno portato all'esaurimento nervoso. Da questo discorso Matteo intuisce che zio Daniele ha detto al maestro dei suoi problemi. Robbo non capisce per quale motivo sua madre, in evidente depressione, non provi a ricucire con il padre.
Consapevole che è il momento di affrontare i loro problemi, Barbara invita Domenico a casa sua per provare insieme. Tuttavia, quando il giovane suona il campanello, Barbara non ha il coraggio di aprirgli il portone. Sofia e Scheggia apprendono la drammatica notizia che stanno per affrontare una difficile battaglia, poiché al giovane è stato diagnosticato un sarcoma. Sofia scappa in bagno a piangere, ma la madre la esorta con durezza a essere forte per suo fratello. Marioni e Irene smontano la stanza di Serena che non avevano mai avuto il coraggio di toccare dalla tragedia. Sofia riunisce la Compagnia del Cigno per chiedere il sostegno degli amici. Pressata dalle richieste di chiarimento di Domenico, Barbara fugge via.
- Canzoni eseguite: Tainted Love (Domenico).
- Ascolti: telespettatori 5 219 000 – share 21,4%.[5]

## La notte di Matteo
- Diretto da: Ivan Cotroneo
- Scritto da: Ivan Cotroneo & Monica Rametta

### Trama
Durante le prove Marioni ha notato che Matteo continuava a guardare un punto distante e gli chiede se si tratti di sua madre. Domenico comunica al maestro di non riuscire a duettare con Barbara e Marioni, affermando che al pubblico non interessano i suoi affari di cuore, lo esclude dal saggio di fine anno. Sarà Arianna, un'altra ragazza del Conservatorio, a sostituire Domenico nell'esibizione con Barbara. Rosario depone davanti al procuratore, ma è convinto di non essere riuscito a esprimerle il suo desiderio di stare con i genitori affidatari. Mentre fanno l'amore, Daniele2 scopre la vita poligamica di zio Daniele. Marioni continua a pungolare Matteo sulle apparizioni di Valeria, quando arriva Bramaschi che li costringe a interrompere la lezione. Bramaschi cerca di far capire a Marioni che con Matteo rischia di spingersi troppo oltre.
Zio Daniele lascia Lorenzo alla sua festa di compleanno. Sofia, incuriosita dall'atteggiamento di Marioni verso Matteo, scopre su Internet che Valeria è tra le vittime del sisma di Amatrice. Domenico si riavvicina a Barbara e la invita a casa sua per cenare insieme al padre. Domenico parla di Barbara in terza persona, dicendo che si è innamorato di lei. Barbara abbandona la cena e chiama un taxi, ma quando Domenico esce a buttare la spazzatura trova Barbara ancora lì e iniziano a baciarsi. Domenico le promette che non la farà mai soffrire. Robbo ha paura che in famiglia si stia disegnando un nuovo equilibrio in cui lui sta vicino alla madre, mentre la sorella Chiara è schierata con il padre. Sofia consola Scheggia che è stato lasciato dalla fidanzata, incapace di affrontare la malattia. Marioni e Irene donano i mobili della stanza di Serena a un'associazione di volontariato.
Sofia lascia una lettera a Matteo in cui lo informa di aver scoperto la verità su Valeria. Marioni insiste nel provocarlo sul fatto che la madre è morta e Matteo, preda di uno dei suoi scatti d'ira, colpisce il maestro con il violino, poi piangendo racconta a Barbara e Domenico cosa successe quella notte ad Amatrice. Irene comunica alla terapista che è incinta.
- Canzoni eseguite: Out Here on My Own (Matteo).
- Ascolti: telespettatori 5 219 000 – share 21,4%.[5]

## Scoperte
- Diretto da: Ivan Cotroneo
- Scritto da: Ivan Cotroneo & Monica Rametta

### Trama
Matteo confessa agli amici di aver mentito sulla madre, un modo che lo ha aiutato a sentirla ancora vicina. Domenico e Barbara comunicano alla compagnia di stare assieme, mentre per far sentire la propria vicinanza a Matteo, ciascun membro del gruppo condivide le proprie paure: Sofia teme di perdere il fratello, Robbo di essere separato dalla sorellina Chiara, Rosario non sa cosa gli accadrà nel futuro, Sara ogni mattina svolge esercizi di memoria poiché teme di dimenticare le forme, i colori e i volti delle persone care. Marioni accetta di buon grado le scuse di Matteo per l'episodio del violino, avendo aiutato entrambi a superare le rispettive paure. Il maestro non è invece soddisfatto del livello raggiunto dall'orchestra e caccia Nathan, dopo che il ragazzo ha obiettato per l'ennesima volta alle sue decisioni. Rosario apprende dai genitori affidatari che il giudice ha deciso di ricollocarlo presso la madre. Questo nonostante la donna, per tutto un pomeriggio trascorso insieme, non ne abbia fatto menzione. Irene annuncia a Marioni che è rimasta incinta, ma non ha intenzione di tenere il bambino perché ancora traumatizzata dalla perdita di Serena.
Domenico comunica al padre che non suonerà al saggio di fine anno. Deluso per i sacrifici che sta sostenendo per farlo studiare, l'uomo va a discutere della faccenda con la preside del Conservatorio. Costei fa presente a Marioni che la problematica di Domenico, unita a quelle di Matteo e Nathan, rimettono in questione i suoi metodi e perciò ha deciso di affidare l'orchestra a Sestieri. Matteo ha bisogno di un violino nuovo e Sofia, dopo aver avuto un'apparizione di Mika, il suo cantante preferito, organizza un'esibizione della Compagnia del Cigno in strada, in Piazza Gae Aulenti, tra l'entusiasmo dei passanti. Matteo e Olga favoriscono un riavvicinamento tra zio Daniele e il vicino di casa. Non appena la Polizia interrompe la performance (che non è autorizzata), tutti si dileguano (grazie alla prontezza di Sara e all'intervento di Gigi "Lamento"): Domenico e Barbara prendono un taxi fino a casa di lei (i genitori sono a teatro), che afferma di voler lasciarsi alle spalle le esperienze negative avute in passato e così i due fanno l'amore per la prima volta; improvvisamente la madre di Barbara rientra, ma fa finta di nulla per non mettere a disagio la figlia. Sara attraversa un momento di crisi per il suo essere ipovedente che la fa sentire schiava degli altri. Barbara dona a Matteo un prezioso violino, che vale intorno ai 40000 €, un tempo appartenuto a suo nonno. Visitando la nuova casa del padre, Robbo capisce da due spazzolini che sta vedendo un'altra persona, anche se il padre gli assicura che è iniziata dopo la crisi coniugale. Dopo aver tentato inutilmente di convincere Irene a tenere il bambino e avere una seconda opportunità, Marioni riprende i contatti con Marco.
- Guest star: Mika (sé stesso).
- Canzoni eseguite: Origin of Love (di Mika, Compagnia del Cigno).
- Ascolti: telespettatori 5 460 000 – share 23,3%.[6]

## Rinascere
- Diretto da: Ivan Cotroneo
- Scritto da: Ivan Cotroneo & Monica Rametta

### Trama
La madre di Barbara le rivela di averla sentita fare l'amore con quello che lei pensava Matteo, ma Barbara le comunica di stare con Domenico e non con Matteo come lei credeva dato che lei non le aveva mai parlato di Domenico. Intanto Marioni comunica all'orchestra che Sestieri prenderà il suo posto. Mentre Sofia accusa Nathan di essere responsabile della cacciata del maestro, Matteo si sente in colpa e prova senza successo a convincere la Direttrice a tornare sui propri passi (persino presentandosi nel suo ufficio con il resto della Compagnia in stile "L'Attimo fuggente": tutti riconoscono che i metodi di Marioni sono spesso brutali, ma che comunque lui è il Maestro migliore che abbiano mai avuto, senza il quale non sarebbero nemmeno diventati amici). Rosario accetta di trasferirsi a Firenze con sua madre, senza aspettare la sentenza del giudice, ponendo la condizione di terminare l'anno a Milano. La madre di Barbara non nasconde che l'avrebbe preferita fidanzata con Matteo, ma si sforza di incontrare Domenico a cena; quest'ultimo discute con il padre che non approva che si sia fatto escludere dal saggio finale solo per una ragazza. Robbo è supplicato dalla madre di provare ad accettare la nuova situazione familiare per il bene di Chiara (la madre gli conferma che la nuova frequentazione del marito è precedente alla propria, perciò in realtà è stato lui per primo a far naufragare il matrimonio).
La Direttrice propone a Marioni di dirigere l'orchestra insieme a Sestieri. Marioni non accetta la conduzione in coppia e mentre Matteo gli sta mostrando il nuovo violino del nonno di Barbara riceve un messaggio da Marco per incontrarsi. Alle prove, Sestieri dice a Domenico che ora che non è più Marioni a dirigere, può rientrare nell'orchestra al saggio finale, se lo desidera; per rispetto nei confronti di Marioni, tuttavia, Domenico ribadisce la propria decisione di esibirsi soltanto come compositore. Sara aiuta Sofia a vendicarsi della commessa di un negozio che la scherniva per il suo peso. Sofia, che da qualche tempo si sta sottoponendo a una ferrea dieta, sviene e Sara chiama i soccorsi. Riaccompagnata a casa l'amica, Sara conosce Scheggia, ne è subito attratta e vanno a letto insieme. Con la scusa di far controllare il nuovo violino, Matteo si presenta da Marioni per fare un nuovo tentativo, con il risultato però di indispettirlo maggiormente. A Rosario non piace la sensazione di vivere tutto per l'ultima volta, allora la madre affidataria gli mostra il film Stand by me; dopo lui gira un video dedicando il brano omonimo agli amici. Nonostante la cena tra i genitori di Barbara e Domenico a casa della ragazza apparentemente sia stata piacevole, i padri dei due giovani nutrono dubbi sulla loro relazione a causa della diversa estrazione sociale.
Matteo finge un malessere per parlare nuovamente con Marioni, facendolo ritardare all'appuntamento con Marco. Matteo dice al maestro di aver capito che si sta facendo del male, per questo dovrebbe tornare a insegnare. Marioni accetta infine il suo aiuto e gli chiede di liberarsi della sacca contenente i ferri con cui immaginava di uccidere Marco. Rosario annuncia agli amici che vuole vivere serenamente gli ultimi mesi insieme a loro. Marioni invita Irene ad andarsene da casa sua e il giorno seguente si presenta a lezione, accettando di dirigere i ragazzi in tandem con Sestieri.
- Canzoni eseguite: Stand by Me (Rosario).
- Ascolti: telespettatori 5 460 000 – share 23,3%.[6]

## Un padre
- Diretto da: Ivan Cotroneo
- Scritto da: Ivan Cotroneo & Monica Rametta

### Trama
Marioni e Sestieri non sono soddisfatti del livello dell'orchestra sull'esibizione corale e pretendono concentrazione assoluta in vista del saggio finale, in cui gli allievi eseguiranno la "Sinfonia n° 7 in La maggiore Op. 92 (1° movimento)" di Ludwig van Beethoven (Marioni li esorta a fidarsi gli uni degli altri e a suonare come un unico corpo). Domenico perderà la borsa di studio non esibendosi come solista, ma è comunque sempre convinto di presentarsi solo in orchestra e come compositore; al suo posto, la Bramaschi sceglie Robbo per l'assolo di pianoforte, la "Fantasia - Improvviso in Do diesis minore op. 66" di Fryderyk Chopin che lui sta già imparando; di conseguenza, Robbo inizia ad essere ossessionato dallo studio dimenticandosi persino di dormire. Sara rischia di essere bocciata e deve recuperare le sue lacune in italiano e matematica, affidandosi a Barbara per la prima materia e a Gigi per la seconda (chiarendo a quest'ultimo che ciò non implica la ripresa della loro relazione). Irene, che si è momentaneamente stabilita a casa di Gabriella, torna a insegnare in Conservatorio per aiutare l'amica a preparare i ragazzi di pianoforte; Domenico la incrocia in corridoio e si dice felice di rivederla sapendo cosa significhi la musica per lei, poi le presenta Barbara. Marioni non è molto entusiasta all'idea di vedere la ex moglie così spesso, anche perché la donna sta per sottoporsi alla interruzione di gravidanza. Matteo e Olga complottano per fare una "chiusa" a zio Daniele e al vicino, in modo che siano costretti a parlarsi dopo la fine della loro storia. Il tranello funziona e i due Danieli si riappacificano. La madre affidataria di Rosario ammette ad Antonia di essere gelosa del rapporto che questa è riuscita a ricostituire con il figlio; Antonia la ringrazia per averlo accolto ma afferma che d'ora in avanti vuole essere lei ad occuparsi di Rosario.
Vittoria si chiede come mai Barbara e Domenico non vadano mai a casa di quest'ultimo, allora il ragazzo rivela che il motivo è la contrarietà del padre alla loro relazione, all'appartenenza della loro famiglia ad una classe sociale superiore. Vittoria vorrebbe appianare le divergenze, perciò fa recapitare all'uomo un formale invito scritto a cena; il padre di Domenico, tuttavia, resta sulla propria posizione; la donna si reca quindi a casa sua per affrontare direttamente la questione, chiedendogli di non ostacolare la felicità dei figli, e rinnovandogli l'invito. Il padre di Matteo arriva da Amatrice per il saggio finale. La terapista del ragazzo si insospettisce perché in un'ora di colloquio Matteo non ha menzionato questo evento così importante e ciò è indice del fatto che possa essere accaduto qualcosa di grave: in effetti, Matteo nasconde un segreto risalente al giorno del funerale di sua madre, quando lui e il padre stavano tornando a piedi nel bosco. Ulteriore indizio del suo disagio è il fatto che ha preferito dormire con zio Daniele anziché con lui. La sera seguente, Matteo annulla l'appuntamento fissato con Sofia (che sta vivendo un momento difficile perché Scheggia ha iniziato la chemioterapia) per la cena con il padre, rendendola delusa e frustrata; passeggiando verso casa, lei, sempre più innamorata, dichiara l'amore per lui cantando "Only You", poi cancella i file condivisi con Matteo sulla chat della Compagnia. Robbo è molto agitato per l'esibizione da solista, con il risultato positivo di riunire la famiglia. Marioni piomba a casa della Bramaschi in piena notte per tentare di far cambiare idea a Irene sulla gravidanza, senza successo (lei ha troppa paura di rivivere ciò che è accaduto a Serena e non se la sente di rischiare).
Matteo ricorda che nel bosco ad Amatrice ebbe un attacco di rabbia e spinse il padre giù da un dirupo (lo incolpava della morte della madre dato che lui li aveva abbandonati).
- Canzoni eseguite: Only You (Sofia).
- Ascolti: telespettatori 5 581 000 – share 23,8%.[7]

## Il nostro futuro
- Diretto da: Ivan Cotroneo
- Scritto da: Ivan Cotroneo & Monica Rametta

### Trama
Matteo confida i suoi timori sull'episodio del bosco a Marioni, che lo sprona a cercare la verità, pur invitandolo a riconoscere al padre lo sforzo di essere venuto per il saggio finale. La Bramaschi spinge Robbo ad ammettere che, nonostante le sue paure, può fare un grande assolo al pianoforte. Sapendo che non è sufficientemente concentrato, Marioni manda via Matteo dalle prove; Sofia, anche se ancora arrabbiata con lui, lo difende ma Marioni non tollera che qualcuno gli dica come fare il proprio lavoro e si infuria (sottolineando il fatto che anche lei sta suonando male). Matteo affronta il padre e zio Daniele, attaccandoli per avergli nascosto la verità, e risponde nuovamente in modo scontroso a Sofia. Il ragazzo inizia a pensare che vi sia qualcosa di "sbagliato" in lui, ma zio Daniele lo invita a riflettere sul fatto che adesso è in cura e quindi maggiormente consapevole degli errori commessi in passato. Il padre di Domenico ha accettato l'invito a cena della madre di Barbara, ma la serata va storta quando l'uomo continua a esprimere commenti sprezzanti sul loro tenore di vita altolocato. Barbara e Domenico finiscono per alzarsi prima della fine della cena, dimostrando che loro, a differenza dei genitori, non guardano questi aspetti. Sofia cerca conforto nella madre per Matteo (dalla loro conversazione si scopre che, anni prima, il padre di Sofia ha abbandonato la famiglia per un'altra donna, molto più giovane). Domenico va in clausura per 72 ore nel Conservatorio per comporre il brano inedito da presentare al saggio finale; inizialmente non ha l'ispirazione giusta, ma un bigliettino da parte di Barbara consegnatogli dal custode gli infonde fiducia. Marioni trova Irene in casa sua perché la donna ha deciso di tenere il bambino, accettando tutto quello che la vita le riserverà. La professoressa di italiano comunica a Sara che è soddisfatta dei suoi progressi, quindi la ragazza scamperà la bocciatura. I genitori di Robbo, riuniti per l'occasione e con la complicità della piccola Chiara, gli sequestrano il pianoforte perché sta affrontando con eccessivo patema d'animo la preparazione dell'assolo. Matteo e il padre finalmente si chiariscono.
Alla vigilia del saggio finale, Rosario convoca i membri della Compagnia al Conservatorio per far visita di nascosto a Domenico e festeggiare la loro amicizia. I sette, messi in fuga dal sorvegliante, si sparpagliano in diversi angoli dell'edificio e vivono una notte indimenticabile: Domenico, dopo quest'avventura e dopo aver fatto l'amore con Barbara, trova l'ispirazione per la sua composizione che intitolerà Friendship (amicizia); Matteo e Rosario fanno l'amore per la prima volta rispettivamente con Sofia e Sara. Il giorno seguente diversi problemi dei ragazzi si sistemano: Antonia comunica a Rosario che ha deciso di stabilirsi a Milano, in modo che il figlio non perda le sue amicizie e possa al tempo stesso frequentare i genitori affidatari (che l'aiuteranno a cercare un impiego); la terapia di Scheggia sta andando bene, al punto che il ragazzo verrà operato per rimuovere il tumore, per il sollievo di Sofia e della madre; il padre di Matteo ringrazia lo zio Daniele per essersi occupato di lui pur consapevole delle difficoltà dei primi mesi, esprimendo il desiderio che continui a farlo (ha compreso che la vita di Matteo ormai è a Milano). Prima del concerto Matteo ha un'ultima apparizione di Valeria che è pronta a lasciarlo andare dato che è diventato grande ormai.
Il saggio finale va molto bene per tutti i ragazzi: Matteo e Sofia si esibiscono con violino e violoncello sulla composizione di Giacomo, e Sara percepisce l'amore che traspare tra loro; Nathan suona il "Capriccio n° 10 in Sol minore" di Paganini; Robbo esegue al pianoforte l'assolo di Chopin, mentre un commosso Domenico presenta "Friendship", dedicata agli amici della Compagnia del Cigno (i quali, seduti in prima fila, si commuovono anch'essi) e interpretata da un quartetto d'archi. Terminate le esibizioni, Marioni scopre che Giacomo era tra il pubblico ed è stato felice di ascoltare la sua composizione suonata da Matteo e Sofia; il Maestro lo esorta a continuare a comporre. I sette ragazzi si abbracciano e ringraziano Marioni per averli aiutati non solo con la musica, bensì anche con le preoccupazioni quotidiane, lui li saluta e, rimasto solo, estrae dalla tasca della giacca il foglio sul quale aveva scritto i nomi di quella che sarebbe diventata la Compagna del Cigno. In attesa di scoprire cosa riserverà loro il futuro, i ragazzi trascorrono l'estate ad Amatrice da Matteo (l'ultima sequenza ha in sottofondo la sigla della serie, "Sound of an Orchestra", composta e cantata da Mika).
- Guest star: Michele Bravi (Giacomo).
- Canzoni eseguite: Touch Me (Compagnia del Cigno), Sound of an Orchestra (Mika).
- Ascolti: telespettatori 5 581 000 – share 23,8%.[7]